# Deng Hanwen
Deng Hanwen (邓涵文S, Dèng HánwénP; Chongqing, 8 gennaio 1995) è un calciatore cinese, difensore del Guangzhou E.

## Carriera

### Club
Deng Hanwen ha iniziato la sua carriera calcistica quando si è unito all'accademia giovanile del Beijing Renhe nel 2009. È stato poi prestato al Alverca e Real SC per la formazione dei giovani nell'ambito del progetto 500.com Stars della Chinese Football Association tra il 2011 e il 2013. Tornò in Cina nel 2013 per i Giochi di Cina del 2013.
Deng si trasferì in Cina al Nei Mongol Zhongyou per la stagione 2014 in China League Two. Il 27 settembre 2014 ha segnato il suo primo gol in Cina segnando il gol del pareggio al 90' del 1-1 contro il Yunnan Feihu, nella gara di andata dei quarti di finale dei play-off della China League Two. Ha segnato un gol in 15 presenze con la squadra che si è classificata seconda venendo promossa al secondo livello, dove il club ha cambiato il suo nome in quello odierno .  Il 7 maggio 2016, ha segnato il suo primo gol in China League One in una vittoria casalinga per 3-2 contro il Meizhou Hakka .Dopo le sue promettenti prestazioni nella stagione 2016, Deng è diventato il primo giocatore della squadra a giocare in nazionale nella storia del club a dicembre 2016.
Il 28 febbraio 2017 , è tornato al Beijing Renhe, in China League One. Ha fatto il suo debutto con il club l'11 marzo 2017 in un pareggio casalingo 2-2 contro lo Shanghai Shenxin. L'8 ottobre 2017, ha segnato il suo primo gol con il club in una vittoria casalinga per 2-0 contro lo Xinjiang Tianshan Leopard, riportando la promozione del club al livello più alto.  Durante la stagione 2017, Deng ha fatto 25 presenze e ha segnato una volta in tutte le competizioni.
Il 24 dicembre 2017, Deng si è trasferito in Super League al Guangzhou E. Ha fatto il suo debutto per il club il 26 febbraio 2018 in una vittoria per 4-1 contro la Shanghai Shenhua per vincere la Supercoppa cinese 2018. Il 2 marzo 2018, ha fatto il suo debutto i Super League in una sconfitta 5-4 in casa per i rivali cittadini del Guangzhou R&F. È diventato uno starter regolare a causa della nuova regola del campionato che almeno un giocatore under 23 deve essere nella formazione iniziale. L'8 aprile 2018, Deng ha assistito al gol vincente di Gao Lin in una vittoria casalinga per 1-0 contro lo Shandong Taishan .Il 2 maggio 2018, nel quinto round del 2018 della FA Cup cinese contro il Guizhou Hengfeng , non è riuscito a trasformare il suo tiro nei calci di rigore, facendosi parare il rigore da Su Boyang Così il 
Guangzhou è stato eliminato 4-1 ai calci di rigore. Il 29 luglio 2018, Deng ha segnato il suo primo gol nel primo livello calcistico cinese segnando al 2' minuto della partita contro Chongqing Dangdai Lifan, che ha dato al Guangzhou E. una vittoria casalinga per 5-0.

### Nazionale
Deng è stato nominato nella squadra nazionale per la prima volta a dicembre 2016 da Marcello Lippi per la Coppa Cina 2017. Ha fatto il suo debutto internazionale il 10 gennaio 2017 in una sconfitta per 2-0 contro l'Islanda durante la Coppa di Cina. Ha fornito l'assist per il pareggio di Wang Jingbin il 14 gennaio 2016 nel terzo posto playoff contro la Croazia, che la Cina ha vinto 5-4 nei rigori. Ha segnato il suo primo e secondo gol in Cina il 7 giugno 2017 in una vittoria per 8-1 contro le Filippine.

## Statistiche

### Presenze e reti nei club
Aggiornato al 10 maggio 2023
| Stagione                   | Squadra                    | Campionato                 | Campionato | Campionato | Coppe nazionali | Coppe nazionali | Coppe nazionali | Coppe continentali | Coppe continentali | Coppe continentali | Altre coppe | Altre coppe | Altre coppe | Totale | Totale |
| Stagione                   | Squadra                    | Comp                       | Pres       | Reti       | Comp            | Pres            | Reti            | Comp               | Pres               | Reti               | Comp        | Pres        | Reti        | Pres   | Reti   |
| -------------------------- | -------------------------- | -------------------------- | ---------- | ---------- | --------------- | --------------- | --------------- | ------------------ | ------------------ | ------------------ | ----------- | ----------- | ----------- | ------ | ------ |
| 2014                       | Inner Mongolia Zhongyou    | CLT                        | 15         | 1          | CC              | 0               | 0               | -                  | -                  | -                  | -           | -           | -           | 15     | 1      |
| 2015                       | Inner Mongolia Zhongyou    | CLO                        | 27         | 0          | CC              | 2               | 0               | -                  | -                  | -                  | -           | -           | -           | 29     | 0      |
| 2016                       | Inner Mongolia Zhongyou    | CLO                        | 26         | 1          | CC              | 2               | 0               | -                  | -                  | -                  | -           | -           | -           | 28     | 1      |
| Totale Nei Mongol Zhongyou | Totale Nei Mongol Zhongyou | Totale Nei Mongol Zhongyou | 68         | 2          |                 | 4               | 0               |                    | -                  | -                  |             | -           | -           | 72     | 2      |
| 2017                       | Beijing Renhe              | CLO                        | 25         | 1          | CC              | 0               | 0               | -                  | -                  | -                  | -           | -           | -           | 25     | 1      |
| 2018                       | Guangzhou                  | CSL                        | 21         | 1          | CC              | 2               | 0               | ACL                | 1                  | 0                  | SC          | 1           | 0           | 25     | 1      |
| 2019                       | Guangzhou                  | CSL                        | 14         | 0          | CC              | 2               | 0               | ACL                | 4                  | 0                  | -           | -           | -           | 20     | 0      |
| 2020                       | Guangzhou                  | CSL                        | 3+1        | 0          | CC              | 1               | 0               | ACL                | 1                  | 0                  | -           | -           | -           | 6      | 0      |
| 2021                       | Guangzhou                  | CSL                        | 19         | 2          | CC              | 0               | 0               | ACL                | 0                  | 0                  | -           | -           | -           | 19     | 2      |
| Totale Guangzhou           | Totale Guangzhou           | Totale Guangzhou           | 58         | 3          |                 | 5               | 0               |                    | 6                  | 0                  |             | 1           | 0           | 70     | 3      |
| 2022                       | Wuhan San Zhen             | CSL                        | 29         | 3          | CC              | 0               | 0               | -                  | -                  | -                  | -           | -           | -           | 29     | 3      |
| 2023                       | Wuhan San Zhen             | CSL                        | 0          | 0          | CC              | 0               | 0               | ACL                | 0                  | 0                  | SC          | 1           | 0           | 1      | 0      |
| Totale Wuhan Three Towns   | Totale Wuhan Three Towns   | Totale Wuhan Three Towns   | 29         | 3          |                 | 0               | 0               |                    | 0                  | 0                  |             | 1           | 0           | 30     | 3      |
| Totale Carriera            | Totale Carriera            | Totale Carriera            | 180        | 9          |                 | 9               | 0               |                    | 6                  | 0                  |             | 2           | 0           | 197    | 9      |

### Cronologia presenze e reti in nazionale
| Cronologia completa delle presenze e delle reti in nazionale ― Cina | Cronologia completa delle presenze e delle reti in nazionale ― Cina | Cronologia completa delle presenze e delle reti in nazionale ― Cina | Cronologia completa delle presenze e delle reti in nazionale ― Cina | Cronologia completa delle presenze e delle reti in nazionale ― Cina | Cronologia completa delle presenze e delle reti in nazionale ― Cina | Cronologia completa delle presenze e delle reti in nazionale ― Cina | Cronologia completa delle presenze e delle reti in nazionale ― Cina |
| Data                                                                | Città                                                               | In casa                                                             | Risultato                                                           | Ospiti                                                              | Competizione                                                        | Reti                                                                | Note                                                                |
| ------------------------------------------------------------------- | ------------------------------------------------------------------- | ------------------------------------------------------------------- | ------------------------------------------------------------------- | ------------------------------------------------------------------- | ------------------------------------------------------------------- | ------------------------------------------------------------------- | ------------------------------------------------------------------- |
| 27-1-2022                                                           | Saitama                                                             | Giappone                                                            | 2 – 0                                                               | Cina                                                                | Qual. Mondiali 2022                                                 | -                                                                   | 89’                                                                 |
| Totale                                                              |                                                                     | Presenze                                                            | 1                                                                   |                                                                     | Reti                                                                | 0                                                                   |                                                                     |

## Palmarès

### Club

#### Competizioni nazionali
- Supercoppa di Cina: 1

Guangzhou Evergrande: 2018
- Campionato cinese: 2

Guangzhou Evergrande: 2019
Wuhan Three Towns: 2022